# Золотницкая, Софья Яковлевна
Софья Яковлевна Золотницкая (17 марта 1906, г. Севастополь — 29 июня 1968, г. Ереван) — советский учёный-ресурсовед Армении, ботаник, биолог, доктор биологических наук, профессор, заслуженный деятель наук, с 1942 года и до последних дней жизни заведующая Лабораторией растительных ресурсов Института ботаники НАН РА.
Брат Золотницкий Виктор Яковлевич (1912-1973), советский геолог

## Биография
Софья Яковлевна Золотницкая по окончании Политехнического института в Тбилиси в 1927 году, возглавляла опорный пункт Центральной селекционной станции Грузии в г. Ахалкалаки.
С 1932 по 1936 год С. Я. Золотницкая — аспирантка Н. И. Вавилова при Всесоюзном институте растениеводства в Ленинграде.
В 1937 году защитила диссертацию на тему: «Лучшие сорта озимой пшеницы Закавказья», за что ей была присвоена ученая степень кандидата сельскохозяйственных наук.
В 1958 году в Ботаническом институте имени Комарова АН СССР в Ленинграде Софья Яковлевна успешно защитила докторскую диссертацию.
С. Я. Золотницкая была членом ряда учёных Советов и научных обществ Армянской ССР.

## Семья
Софья Яковлевна Золотницкая родилась в Севастополе.
Отец Яков Юдович Золотницкий (1880—1951), провизор. В 1908 г. окончил Императорский Харьковский университет и до революции имел аптеку в Армянском переулке в Тбилиси. Мать — Миндель (Миндл) Рафаиловна Золотницкая (1884—1936), урождённая Меерович, окончила Закавказский Ольгинский повивальный институт в 1904 г. Брат — Виктор Яковлевич Золотницкий (1912—1973), советский геолог.
В 1928 г. Софья Яковлевна Золотницкая вышла замуж за Галустяна Грачия Аршаковича (1901—1986). В этом браке родились две дочери Софьи Яковлевны — Елена (1929), и Мария (1937).

## Научная деятельность
Основное направление научной работы С. Я. Золотницкой — выявление новых перспективных лекарственных и витаминоносных видов флоры Армении, общая инвентаризация растительных ресурсов региона, изучение закономерностей изменчивости
биосинтеза физиологически активных природных соединений в природе и в процессе эксперимента, а также вопросы интродукции и введения в культуру лекарственных растений в условиях Араратской равнины, в частности, таких видов, как базилик камфорный, дурман индийский, секуринега и многих других.
С. Я. Золотницкой обследовано около 1700 видов флоры Армении на содержание алкалоидов и выявлено свыше 80 новых алкалоидоносов.
Собранный в течение десятка лет многочисленный фактический материал позволил ей выдвинуть новую концепцию в исследовании проблемы биосинтеза алкалоидов, позволяющую прогнозировать и повышать эффективность рекогносцировочной работы, заготовки сырья.
С. Я. Золотницкая показала, что алкалоиды, участвуя в жизнедеятельности растительного организма, часто обладают каталитическими функциями или действуют как сенсибилизаторы.
Особое место в научной деятельности С. Я. Золотницкой занимали вопросы химической изменчивости физиологически активных веществ в онтогенезе растений под влиянием различных факторов окружающей среды.
Большой теоретический и практический интерес представляет установление влияния УФ-радиации на биосинтез токоферолов.
Все эти исследования подытожены в двухтомной монографии «Лекарственные ресурсы флоры Армении», где автор освещает систематически собранные оригинальные данные о содержании биологически активных веществ у большого числа видов (свыше 1000), как лекарственно-пищевых, так и других полезных растений. В специальной части приведены сведения о химическом составе и терапевтическом действии официнальных и традиционных лекарственных растений Армении, о применении некоторых видов растений армянской флоры в зарубежных странах, об использовании растительного сырья в различных отраслях народного хозяйства.
В последние годы своей деятельности С. Я. Золотницкая занималась изучением представителей семейства Лилейных, содержащих алкалоиды трополонового ряда, регулирующих клеточное деление. Ею впервые выявлен, как продуцент трополоновых оснований, в том числе колхицин, из ряда видов данного семейства. К сожалению, ей не удалось завершить это исследование по изучению физиологически активных соединений растительного происхождения, регулирующих клеточное деление.
Велика заслуга С. Я. Золотницкой в деле воспитания научных кадров: под её руководством были защищены шесть кандидатских диссертаций.
С. Я. Золотницкая читала курс растительных ресурсов и фармакогнозии в Институте усовершенствования врачей Армении для специалистов бывшего СССР, которых направляли из разных республик в Ереван.
В 1968 году, после тяжёлой продолжительной болезни, жизнь Софьи Яковлевны
Золотницкой оборвалась.
Ею опубликованы 42 научные работы, в том числе, две монографии.

## Список трудов С. Я. Золотницкой
1932
- Нормативы по электрификации сельского хозяйства // Бригада Института электрификации и Закавказского института социалистической реконструкции сельского хозяйства

1937
- Озимая пшеница // В сб. Озимые культуры Закавказья, ВИР, Ленинград.
- Озимый ячмень // В сб. Озимые культуры Закавказья, ВИР, Ленинград.

1946
- Заметки по интродукции лекарственно-технических культур в Ереванском ботаническом саду. // Бюлл. Бот. сада АН АрмССР, 4: 51-59.

1948
- Очерк биологии и влияние биологических факторов на содержание алкалоидов у Datura metel L. // Бюлл. Бот. сада АН АрмССР, 5: 49-61.
- Об интродукции эпинастии алкалоидами с пиридиновым кольцом. // Бюлл. Бот. сада Армении. 6: 29-35.
- О влиянии тиокарбамида на плодоношение и корневую систему плодовых культур // Докл. АН АрмССР, 9. 1: 39-44 (совместно с А. А. Авакян).
- О применении ростовых веществ при трансплантации. // Изв. АН АрмССР, биол. и сельхоз. Науки, 1. 1: 43-54 (совместно с Е. А. Григорян, А. Т. Гаспарян).
- О влиянии алкалоидов атропина и хинина на некоторые процессы роста՝ и развития у растений // Докл АН АрмССР, 8, 1: 25-31.
- Материалы по культуре некоторых лекарственных растений в предгорной зоне АрмССР // Лекарственные растения и их лечебные препараты, 1: 5-36. Ереван.
- Лекарственные растения в Ереванском ботаническом саду. // Бюлл. Главн. бот. сада АН СССР, 3: 57-59.
- Кавказская белладонна и опыт её культуры в ботаническом саду АН АрмССР // Бюлл. Бот. сада АН АрмССР, 8: 17- 24 (совместно с А. Г. Гаспарян и Ц. М. Давтян).
- Алкалоиды и их роль в жизни растений. // Тр. Бот. сада АН АрмССР, 2: 57-87.

1950
- Атлас и определитель семян лекарственных растений. Ереван (совместно с А. А. Авакян).

1951
- Обследование некоторых лекарственных растений на протистоцидное действие. / / Изв. АН АрмССР, биол. и сельхоз. науки, 4, 5: 449—458. (совместно с А. Т. Гаспарян).
- К сравнительной характеристике скополаминоносных видов дурмана. //Бюлл. Бот.сада АН АрмССР, 10: 81-92.

1593
- Результаты обследования флоры лугов и пастбищ Агинского района на алкалоиды. //' Бюлл. Бот. сада АН АрмССР. 13: 51-59 (совместно с Ш. Г. Асланян)
- О связи алкалоидности с жизненными формами растений. // Изв. АН АрмССР, 6. 5: 17-31.

1954
- Несколько новых и малоизвестных лекарственных растений из флоры Армении. // Бюлл. Бот. сада АН АрмССР, 14: 67-74.

1957
- О географической изменчивости алкалоидного комплекса. // Докл. АН АрмССР, 24, 4: 189—192.
- О значении микровеществ для растений. // Изв. АН АрмССР, биол. и сельхоз. науки, 10, 3: 5-14.

1958
- Лекарственные ресурсы флоры Армении, 1. Ереван.
- Состояние и перспективы использования растительных ресурсов Армении. / / Сб. по изучению растительных ресурсов СССР. Ереван.

1960
- О влиянии ультрафиолетового облучения на репродуктивное развитие и синтез токоферола в растениях. //Докл. АН АрмССР, 31. 3: 181—186 (совместно с Г. О. Акопян).
- Об изменчивости украинского сорта мака. Новинка в условиях Еревана. // Изв. АН

АрмССР, 13, 10: 13-21 (совместно с В. Е. Восканян).
1961
- Некоторые итоги изучения лекарственных ресурсов флоры Армении. / / Научная фармацевтическая конференция по проблеме изучения и использования лекарственных, растительных ресурсов, Баку. Москва.
- Наши лекарственные растения. // Айастани бнутюн (Природа Армении), 1: 5 (на арм. яз). (Հայաստանի բնություն, 1: 5). ՚
- Итоги конференции по лекарственным растениям, (Всесоюзная научная фармацевтическая конференция по проблеме "Изучение использования лекарственных растительных ресурсов, Баку. / / Изв. АН АрмССР (биол. науки), 14: 95-96.

1962
- Антимикробная активность некоторых алкалоидов из флоры Армении. / / Изв. АН АрмССР (биол. науки) 15, 8: 33-38 (совместно с И. С. Мелкумян. В. Е. Восканян).
- Наши лекарственные растения : Наперстянка. // Айастани бнутюн (Природа Армении), 2: 11 (на арм. яз). (Հայաստանի բնություն, 2: 11).

1963
- Об алкалоидном комплексе. // Докл. АН АрмССР, 37, 2: 95-98. Второе координационное совещание по растительным лекарственным ресурсам. (Баку, ноябрь, 1962. Научная конференция) // Изв. АН АрмССР (биол. науки), 16, 1: 103—104.

1965
- Лекарственные ресурсы флоры Армении, 2. Ереван.
- Новые растения — продуценты алкалоидов с трополоновым кольцом из флоры Армении) // Докл. АН АрмССР, 12, 3: 164—170 (совместно с Г. О. Акопян, И. С. Мелкумян и А. А. Мурадян)
- Витамин Е. Из герани. // Докл. АН АрмССР, 5: 7 (совместно с Г. О. Акопян, В. Д. Райсян).

1966
- К изучению алкалоидов живокости линейнолопастной (Delphinium linearilobum N. Busch). // Докл. АН АрмССР, 43, 4: 246—249 (совместно с Г. О. Акопян и И. С. Мелкумян).

1967
- Некоторые итоги изучения растительных ресурсов в Армянской ССР. // Растительные ресурсы АН СССР, т. 3, 3. 367—373.

Об алкалоидном комплексе Мерендеры трехстолбиковой. // Докл. АН АрмССР, 44, 2: 86-90 (совместно с Г. О. Акопян, И. С. Мелкумян и В. А. Плузян).
- К изучению алкалоидов представителей рода живокость в Армении. // Биол. журн. АН АрмССР, 20, 8: 11-18 (совместно с Г. О. Акопян, И. С. Мелкумян, Л. В. Ревазовой). .

1968
- С. Я. Золотницкая. Новый источник кумариновых лактонов: Смирновидка армянская. / / Докл. АН АрмССР, 67, 2: 101—105 (совместно с А. А. Мурадян).

1969
- С. Я. Золотницкая. Исследования на алкалоиды бинерции окружнокрылой (Bienertia cycloptera Bunge), // Биол. журн. АН АрмССР, 22, 2: 22-24. (совместно с X. А. Мелкумяном).
- С. Я. Золотницкая. К изучению алкалоидного комплекса безвременника Шовица. // Биол. журн. АН АрмССР, 22, 12: 84-85 (совместно с И. С. Мелкумян, Г. О. Акопян).